# Isola Mud'jugskij
Mud'jugskij o Mud'jug (in russo Мудьюгский, Мудьюг?) è un'isola del mar Bianco situata nella baia della Dvina, a nord di Arcangelo. Amministrativamente fa parte del Primorskij rajon dell'Oblast' di Arcangelo, nel Circondario federale nordoccidentale, in Russia.

## Geografia
L'isola, situata vicino alla foce della Dvina settentrionale, è bassa e sabbiosa, la parte centrale dell'isola è coperta da arbusti e boschi di conifere. Le sue coste orientali e meridionali sono prive di alberi e completamente ricoperte di dune ricoperte di muschio ed erba. Il lato orientale dell'isola delimita la baia Suchoe More (губа Сухое Море); sul lato opposto della baia c'è il delta del fiume Mud'juga.
Il faro Mud'jugskij, eretto nel 1838, si trova sulla costa occidentale; sull'isola si trova il museo del campo di concentramento di Mud'jugskij (Мудьюгский концентрационный лагерь) del 1918-1920 e il monumento alle vittime dell'intervento (Памятник Жертвам интервенции), un obelisco di granito, situato a nord-ovest di capo Južnyj (мыс Южный), la punta meridionale dell'isola.
La cittadina più vicina è Patrakeevka, a est sulla terraferma.

## Storia
Il 23 agosto 1918, gli interventisti crearono un lager sull'isola, dapprima come campo di prigionia e il 2 giugno 1919 come campo di lavoro forzato. Per questo motivo, Mud'jug ha ricevuto il soprannome di "Isola della morte" («Остров смерти»). In totale, secondo gli storici, oltre un migliaio di persone sono passate da Mud'jug e i morti sono più di 200.